# Harlekin skelet
Harlekin skeleter er en pantomime.
Første gang »Harlekin skelet« blev spillet i Danmark, var på Hofteatret 25. april 1801, hvor den engelske mimiker James Price og hans familietrup optrådte. Sammen med italieneren Pasquale Casorti og hans trup er James Prices trup fundamentet for den helt specielle pantomimestil, der kun findes på Pantomimeteatret i Tivoli. 
| Kunst og kultur | Spire Denne artikel om scenekunst og teater er en spire som bør udbygges. Du er velkommen til at hjælpe Wikipedia ved at udvide den. |